# Remain in Light
Albums de Talking Heads
Fear of Music
(1979) The Name of This Band Is Talking Heads
(1982)
Singles
1. Once in a Lifetime (en)
Sortie : 2 février 1981
2. Houses in Motion (en)
Sortie : 5 mai 1981

Remain in Light est le quatrième album studio de Talking Heads, sorti le 8 octobre 1980. Cet album, accueilli par des critiques louangeuses, est le dernier album du groupe produit par Brian Eno.
L'album s'est classé 19e au Billboard 200 et a été certifié disque d'or par la Recording Industry Association of America (RIAA) le 17 septembre 1985.

## Style
Intégrant des rythmes africains funky, cet album a influencé les courants post-punk, world music et new wave. Remain in Light mélange des formes musicales afro-américaine, africaine et américaine. Ken Tucker du magazine Rolling Stone note à l'époque qu'il y a rarement eu « si peu d'écart entre ce qu'écoutent les noirs et les blancs ». Dans une critique de l'album, l'écrivain Gavin Edwards note dans Rolling Stone que « Talking Heads a déjà maîtrisé un funk minimaliste, mais qu'ici ils ont construit de l'improvisation autour d'une rythmique lourde ». À côté de la musique, les thèmes des textes de l'album reflètent ce que l'un des auteurs du Grove Dictionary of Music and Musicians, Robert Walser, considère comme postmoderne dans la mesure où ils évoquent « la désorientation, la distance ironique et la méfiance vis-à-vis du récit. » En raison de l'architecture polyrythmique et collaborative des morceaux de Remain in Light, les Talking Heads intègrent sept musiciens supplémentaires dont le guitariste Adrian Belew et le claviériste de Funkadelic, Bernie Worrell, au cours des concerts de la tournée qui a suivi la sortie de l'album.
Le dernier morceau de l'album, The Overload, est une tentative de Talking Heads de reproduire le son de Joy Division. Cette tentative est effectuée bien qu'aucun membre du groupe n'ait en fait déjà entendu la musique de Joy Division. Elle est plutôt basée sur une idée de ce que pourrait être le son de Joy Division.

## Tournée
Comme mentionné ci-dessus, les Talking Heads invitent sept musiciens supplémentaires pour la tournée de promotion de Remain in Light durant les années 1980 et 1981. La première apparition du groupe élargi, qui en plus de Belew et de Bernie Worrell inclut le percussionniste Steve Scales, les choristes Nona Hendryx et Dollette McDonald et le bassiste Busta Cherry Jones, a lieu en août 1980 au festival Heatwave à Toronto. Les Talking Heads commencent en jouant quatre morceaux sortis avant Remain in Light. Leur concert démarre avec le quartet de base et morceau après morceau, des musiciens et des chanteurs les rejoignent jusqu'à ce que le groupe au complet soit sur scène pour interpréter la chanson I Zimbra.

## Singles
Le single Once in a Lifetime se vend médiocrement lors de sa sortie originale aux États-Unis, mais rentre dans le top 40 dans le reste du monde anglophone, atteignant la quatorzième place au Royaume-Uni, la vingt-troisième en Australie et la vingt-huitième au Canada. On se souvient aussi du single pour son clip excentrique. Ultérieurement, un enregistrement live (extrait du film Stop Making Sense) atteint la quatre-vingt-sixième place aux États-Unis en 1986.
Deux autres singles sont également sortis, un promotionnel aux États-Unis (Crosseyed and Painless) et un au Royaume-Uni (une version remixée de Houses in Motion).

## Pochette
La pochette et le livret de l'album sont créés par le graphiste Tibor Kalman. Kalman crée la pochette en s'inspirant de la vie de Tina Weymouth, avec au dos de la pochette une flotte d'avions symbolisant l'enfance d'une fille de général de l'US Air Force et sur la couverture les visages numériquement modifiés des membres du groupe.

## Reconnaissance
En 1989,  Rolling Stone le classe 4e des « 100 meilleurs albums des années 1980 » et le place, en 2003 comme en 2012, 129e dans son classement des « 500 meilleurs albums de tous les temps ».
En 1993, NME le classe 11e des « meilleurs albums des années 1980 » et en 2013, 54e des « meilleurs albums de tous les temps ».
En 1999, Vibe le classe 92e des « 100 albums essentiels du XXe siècle ».
En 2002, Pitchfork le range à la 2e place de son « top des 100 meilleurs albums des années 1980 ».
En 2003, la chaîne VH1 le classe à la 88e place des « 100 meilleurs albums ».
En 2006, Q le classe 27e des « 40 meilleurs albums des années 1980 ».
En 2006, Robert Dimery le cite dans sa liste des 1001 albums qu'il faut avoir écoutés dans sa vie.
En 2012, Slant Magazine le range à la 6e place des « 100 meilleurs albums des années 1980 ».
Dans un nouveau classement en 2018, Pitchfork classe l'album 5e dans une nouvelle liste des « 200 meilleurs albums des années 80 ».

## Réédition
En 2006, Remain in Light est réédité en version remastérisée par Warner Music avec quatre morceaux inachevés en bonus (Fela's Riff, Unison, Double Groove et Right Start) et un DVD contenant les vidéos du groupe jouant Crosseyed and Painless et Once in a Lifetime à la télévision allemande. La réédition est produite par Andy Zax et Talking Heads.

## Reprise
Phish reprend l'album dans son intégralité le 31 octobre 1996 à l'Omni d'Atlanta, en maintenant leur habitude de donner un « concert costumé » pour Halloween. Ce spectacle et particulièrement la reprise en seconde partie de Remain in Light est considéré par les fans comme un tournant musical pour le groupe. Crosseyed & Painless qui est le seul morceau joué à nouveau après leur show d'Halloween (Phish garde habituellement un morceau de leur concert d'Halloween costume dans leur répertoire), a été joué une dizaine de fois par le groupe entre 1996 et 2004.

## Liste des titres
Toutes les chansons sont écrites et composées par David Byrne, Brian Eno, Chris Frantz, Jerry Harrison et Tina Weymouth.
| 1. | Born Under Punches (The Heat Goes On) | 5:49 |
| 2. | Crosseyed and Painless                | 4:48 |
| 3. | The Great Curve                       | 6:28 |

| 1. | Once in a Lifetime | 4:23 |
| 2. | Houses in Motion   | 4:33 |
| 3. | Seen and Not Seen  | 3:25 |
| 4. | Listening Wind     | 4:43 |
| 5. | The Overload       | 6:02 |

| 9.  | Fela's Riff   | 5:19 |
| 10. | Unison        | 4:50 |
| 11. | Double Groove | 4:28 |
| 12. | Right Start   | 4:07 |

## Personnel
| - David Byrne : chant, guitare, basse, claviers, percussions - Jerry Harrison : guitare, claviers, chœurs - Chris Frantz : claviers, batterie, percussions, chœurs - Tina Weymouth : basse, claviers, percussions, chœurs | - Adrian Belew : guitare - Brian Eno : basse, clavier, percussions, chœurs - Jon Hassell : cuivres sur Houses in Motion - Nona Hendryx : chœurs - Robert Palmer : percussions - Jose Rossy : percussions |